# Lignes de Torres Vedras

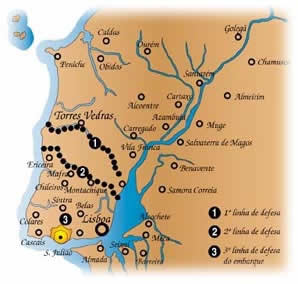
Les lignes de Torres Vedras

Les lignes de Torres Vedras étaient constituées de lignes de forts construits en secret afin de défendre Lisbonne pendant la guerre d'Espagne et du Portugal sous le premier Empire. Les lignes dont le nom vient de la ville de Torres Vedras, furent construites, sur ordre du futur duc de Wellington, par des ouvriers portugais entre novembre 1809 et septembre 1810 et arrêtèrent l'offensive de Masséna commencée en 1810 lors de la troisième invasion napoléonienne au Portugal.

## Contexte préalable
Après une éprouvante expérience espagnole à la bataille de Talavera, Wellington décide de renforcer le Portugal. Il utilise un rapport du colonel Vincent, établi sur ordre de Junot en 1807, qui décrit l'excellent potentiel défensif de la région proche de Lisbonne. Certains auteurs considèrent que c'est l'étude faite par le major Neves Costa qui influe sur la décision par Wellington de construire les Lignes, mais en fait les plans de Vincent sont antérieurs à l'étude de Costa. Mais il s'inspire aussi des Tours Martello construites le long de la côte anglaise sur la Manche. Wellington fait construire les Lignes de Torres Vedras comme un système de fortifications, de blockhaus, de redoutes, de demi-lunes, terrassements exploitant le relief naturel, etc. Les travaux commencent à l'automne 1809 et la première ligne est achevée un an plus tard. Après la retraite de Masséna, les travaux ne sont pas interrompus et, en 1812, 34 000 hommes sont encore occupés à ériger les Lignes.
Les travaux sont supervisés par le colonel Fletcher, assisté par le major John Jones, 11 officiers britanniques, 2 officiers KGL et 4 ingénieurs de l'armée portugaise. Le coût sera d'environ 100 000 livres sterling, l'un des investissements les moins considérables mais des plus productifs dans l'histoire de l'armée britannique[réf. nécessaire].

## Résultats
L'armée anglo-portugaise est forcée de battre en retraite après la bataille de Buçaco. Les Français sous les ordres de Masséna découvrent à leur arrivée devant les lignes de Torres Vedras, une terre dévastée (en conséquence de la politique de terre brûlée menée par Wellington) et l'ennemi retranché derrière des positions défensives impénétrables. Les forces de Masséna arrivent le 11 octobre 1810 et peu après donnent l'assaut à Sobral de Monte Agraço mais sont repoussées dans leur tentative contre Forte do Alqueidão (pt), une deuxième redoute plus grande et mieux équipée.
Après avoir tenté une guerre d'usure avec l'ennemi, Masséna est forcé de donner l'ordre de battre en retraite vers l'Espagne, retraite qui commence dans la nuit du 15 novembre 1810, afin de réapprovisionner et renforcer son armée. Le maréchal Masséna avait commencé sa campagne avec une armée (l'Armée de Portugal) forte de 65 000 hommes. Quand il arrive à Torres Vedras, il a 61 000 hommes (après en avoir perdu 4 000 à la bataille de Buçaco). Quand il atteint l'Espagne, il a perdu 25 000 hommes (y compris ceux perdus à Buçaco). L'un des hivers les plus froids que le Portugal ait connu avait frappé le pays et tué de nombreux Français. Les Français souffrent aussi de maladies graves et d'épidémies qui tuent les soldats par milliers. Le coût pour la population est également important, à cause des privations à supporter. On estime qu'entre octobre 1810 et mars 1811 environ 50 000 Portugais meurent de faim et de maladie. Les Alliés reçoivent des renforts de troupes britanniques en 1811 et renouvellent leur offensive. Ils quittent les Lignes de Torres Vedras pour ne plus y revenir pendant tout le reste de la guerre d'indépendance espagnole.

## Description des lignes

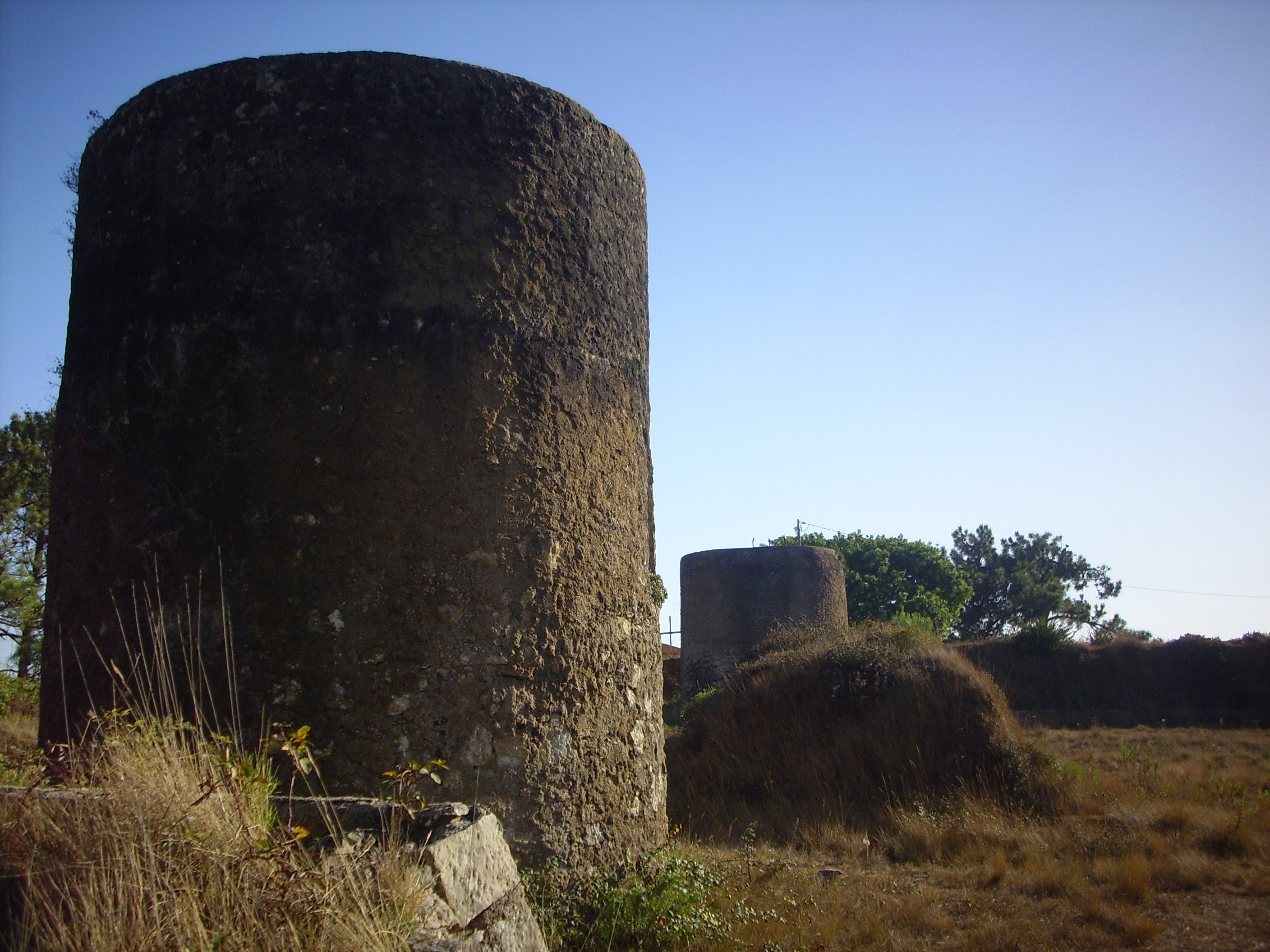
Lignes de Torres.

Les quatre lignes de Torres Vedras ont des forts stratégiquement situés sur le sommet des collines, contrôlant les routes vers Lisbonne et utilisant les obstacles naturels. Elle s'étire de l'Océan Atlantique au Tage. La première ligne d'une longueur de 46 km relie Alhandra à l'estuaire du fleuve Sizandro. La deuxième ligne à 13 km plus au sud s'étend sur 39 km et relie Póvoa de Santa Iria à Ribamar. La troisième ligne consiste en un périmètre défensif de 3 km depuis Paço de Arcos jusqu'à la tour de Junqueira, protégeant la plage de ré-embarquement (St Julian) à environ 27 km au sud de la seconde ligne.
En sept mois, 108 forts et 151 redoutes sont construites, avec demi-lunes, batteries avancées, etc. Les trois lignes sont équipées de 1 067 pièces d'artillerie et gardées par 68 665 hommes, constituant l'un des systèmes les plus efficaces de blockhaus de campagne dans l'histoire militaire. Derrière eux se tient l'armée de campagne de 50 000 soldats réguliers anglo-portugais, en mesure de manœuvrer contre les envahisseurs.
La quatrième ligne est construite au sud du Tage dans les Altos d'Almada afin de contrecarrer une éventuelle invasion venant du sud, et s'étend sur 7,3 km. Elle a 17 redoutes et tranchées couvertes, 86 pièces d'artillerie et est défendue par des marines et troupes de Lisbonne totalisant 7 500 hommes.

## Efficacité et cohésion du système
L'efficacité et la cohésion du système de défense sont basés sur cinq points :
1. Des redoutes d'artillerie servies par des artilleurs portugais, commandés par le major-général José António Rosa et entraînés à tirer dans des zones préétablies où l'attaque ennemie est attendue. Les deux lignes ont plus de 80 km de développement. La première ligne comprend 534 pièces d'artillerie.
2. Des routes à usage militaire couvrant l'arrière des lignes et permettant une extraordinaire mobilité des forces. En septembre 1810, l'armée de campagne a un effectif de 66 598 soldats réguliers. Avec la Milice et l'Ordonança, elle totalise 77 690 hommes.
3. Un réseau de sémaphores mis en place par la Royal Navy et permettant d'envoyer un message d'un bout à l'autre en sept minutes, ou depuis le Quartier Général vers n'importe quel point en quatre minutes.
4. Le secret. La construction des lignes a pris seulement sept mois et Lisbonne devient un retranchement défendu par le plus efficace des systèmes de blockhaus. Tout est maintenu secret, ce qui est aussi surprenant que la vitesse de construction des lignes[8]. On dit que quand Masséna fut confronté pour la première fois aux Lignes, il demanda à son état-major pourquoi il n'en avait rien su à l'avance. "Wellington l'a fait faire" a répondu quelqu'un. Masséna alors cria, " Allez au diable ! Est-ce que Wellington a fait les montagnes ? "
5. La politique de la terre brûlée. Au nord des Lignes, tout ce qui peut servir à alimenter l'armée d'invasion est soit récolté, soit caché ou bien brûlé. Une large zone du pays est désertée et peut-être 200 000 habitants des districts avoisinants les lignes sont déplacés à l'intérieur du réseau de lignes.

## Préservation et mémoire
Des portions importantes de ces lignes ont survécu jusqu'à aujourd'hui, bien qu'en très mauvais état.[réf. nécessaire]
En 2010, à l'occasion des 200 ans de la construction, des travaux de rénovation ont lieu et des centres d'interprétation sont construits pour un montant de six millions d'euros.
En mars 2019, les lignes sont classées Monument National. Une ordonnance publiée à la suite par le ministère de la Culture précise quels travaux d'entretien et de restauration sont possibles.
Les lignes accueillent environ dix mille visiteurs par an.
En 2021, elles sont candidates pour représenter le Portugal au Patrimoine européen.

## Sources
- (en) Cet article est partiellement ou en totalité issu de l’article de Wikipédia en anglais intitulé « Lines of Torres Vedras » (voir la liste des auteurs).

- (pt) Cet article est partiellement ou en totalité issu de l’article de Wikipédia en portugais intitulé « Linhas de Torres Vedras » (voir la liste des auteurs).

Notes
1. ↑  Les travaux de renforcement des lignes se poursuivirent jusqu'en 1812.
2. ↑  The Lines of Torres Vedras: The Cornerstone of Wellington's Strategy in the Peninsular War 1809-1812, John Grehan, Spellmount.
3. ↑   En anglais ravelin, ouvrage ayant le même rôle que celui d'une demi-lune mais de forme triangulaire.
4. ↑  Voir biographie en anglais du colonel Fletcher. Lien externe :
5. ↑  King German Legion, compte tenu des prétentions du roi d'Angleterre sur le Hanovre, il y avait dans l'armée britannique une Légion Allemande du Roi
6. ↑  Cette politique de terre brûlée est l'un des éléments essentiels de la stratégie anglo-portugaise, exigeant le déplacement de populations importantes, des sacrifices énormes de la part des civils portugais et une guérilla portugaise extrêmement active qui rend quasi impossibles les communications des Français avec leurs bases arrière d'approvisionnement.
7. ↑  (pt) « AS LINHAS DE TORRES », sur rhlt.pt.
8. ↑  Seulement quelques membres de l'état-major de Wellington sont dans le secret, et même le Secrétariat à la Guerre à Londres n'en sait rien.
9. 1 2 3  (pt) « AS LINHAS DE TORRES SÃO AS CANDIDATAS PORTUGUESAS A PATRIMÓNIO EUROPEU 2021 », sur ericeiramag.pt, 24 février 2021.
10. ↑  Agência de Notícias de Portugal, « Governo classifica Linhas de Torres Vedras como monumento nacional », sur observador.pt, 14 mars 2019 (consulté le 17 mai 2021).
11. ↑  « Ministério da Cultura impõe restrições para proteger Linhas de Torres Vedras », sur observador.pt, 6 mai 2019.